# Daniella Alonso
Pour les articles homonymes, voir Alonso.
Daniella Alonso est une actrice américaine née à New York le 22 septembre 1978.
Elle est principalement connue à la télévision pour avoir joué dans un grand nombre de séries télévisées.
Elle se fait connaître par la série Les Frères Scott (2004-2005) et dès lors, multiplie les rôles réguliers : Friday Night Lights (2007-2008), My Generation (2010), Revolution (2012-2014), The Night Shift (2014), Being Mary Jane (2015), Animal Kingdom (2016), The Resident (2018-2019) et The Fix (2019).
Depuis 2019, elle est à l'affiche de Dynastie, un reboot du célèbre feuilleton télévisé éponyme.
Au cinéma, elle joue notamment dans les films d'horreurs La Colline a des Yeux 2 (2007) et Détour Mortel 2 (2007) et The Collector (2009).

## Biographie

### Enfance et formation
Daniella est née à New York le 22 septembre 1978, sa mère est une boricua et son père est péruvien. Elle a un frère.
Elle a pratiqué le karaté et est ceinture verte. Elle aime les animaux et soutient PETA, elle a posé dans une campagne d'avertissement des consommateurs pour leur demander de porter des vêtements en cuir synthétique.

### Débuts de carrière: Mannequinat et seconds rôles
Daniella a été repérée par l'agence de mannequins Ford à l'âge de 18 ans, elle commence par poser dans des publicités de grands magazines. Elle enchaîne ensuite les contrats avec des marques emblématiques. Elle pose, notamment, en couverture de CG Cosmetics et a figuré dans le classement des 100 femmes les plus sexy selon Maxim magazine. Au total, elle est apparue dans une trentaine de publicités au niveau national et dans plus d'une vingtaine de campagnes publicitaires destinées au marché espagnol.
Elle commence à apparaître à l'écran, en 1997, dans Academy Boyz aux côtés de Donald Faison et effectue ensuite plusieurs courtes interventions dans des séries télévisées comme New York, section criminelle, New York, police judiciaire.
Sa carrière débute réellement en 2004 avec son rôle de Anna Taggaro dans la série Les Frères Scott. Dans la deuxième saison de ce show, essentiellement destiné à un public adolescents, elle incarne la voisine de Chad Michael Murray qui rencontre des difficultés à assumer son orientation sexuelle. Faisant d'elle, le premier personnage régulier dans une série télévisée destinée au grand public, ouvertement bisexuelle et de couleur.
En 2007, elle est à l'affiche de deux films appartenant à des franchises populaires du cinéma d'horreur : Dans Détour Mortel 2, elle incarne une participante d'une télé-réalité qui tourne au cauchemar, mais cette production est tièdement accueillie par la critique et sort directement en vidéo. Dans La Colline a des Yeux 2, elle interprète une militaire confrontée à des créatures monstrueuses, à contrario, cette production est largement rentabilisée, grâce à son faible budget et ses près de 40 millions de dollars de recettes engrangées.
Parallèlement à ses tournages, elle continue de cumuler les rôles d'invitée à la télévision. C'est ainsi qu'elle apparaît dans Les Experts : Manhattan, Les Experts : Miami et Saving Grace.
Entre 2007 et 2008, elle tient un rôle régulier dans la seconde saison de Friday Night Lights, elle y joue une infirmière qui noue une relation complice avec l'un des protagonistes principaux. Daniella Alonso continue ensuite sur un rythme effrénée d'apparitions (Stargate Atlantis, FBI : Portés disparus, Knight Rider : Le Retour de K 2000, Les Experts : Las Vegas et Médium) avant d'incarner la femme de Josh Stewart dans le film d'horreur The Collector.

### Télévision et rôles réguliers
En 2010, c'est la première fois qu'elle fait partie de la distribution principale d'une série télévisée pour My Generation. Adapté d'une série scandinave intitulée Blomstertid, le show est présenté façon documentaire avec des flashbacks remontant à 10 ans en arrière. Mais après seulement deux épisodes diffusés et des audiences catastrophiques, le programme est annulé.
En 2011, elle joue dans un épisode des séries Mad Love et US Marshals : Protection de témoins puis elle est l'une des têtes d'affiche du téléfilm Metro de Stephen Gaghan. La même année, elle aurait dû tenir la vedette d'une série développée par NBC, S.I.L.A aux côtés de Danny Pino, mais le projet ne dépasse pas le stade de pilote.

L'année d'après, elle fait ses débuts en tant que réalisatrice pour la comédie Upgrade, dans laquelle elle s'accorde un petit rôle. 

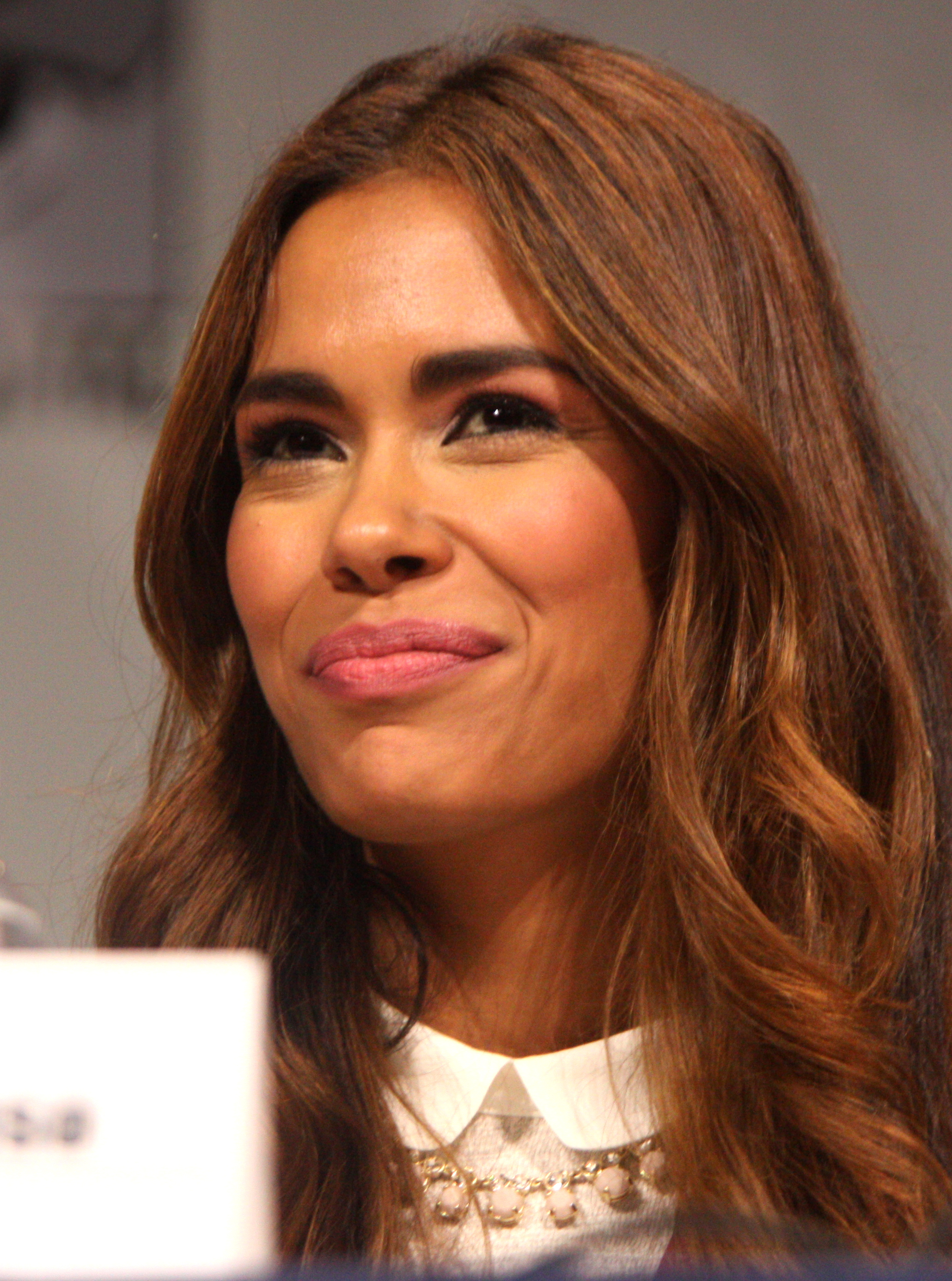
Daniella Alonso en 2013, lors de la convention Wondercon, pour la promotion de la série télévisée Revolution.

En 2012, elle revient avec la dystopie Revolution et incarne Nora Clayton, une rebelle spécialisée dans les explosifs, qui possède un passé commun avec le personnage que joue Billy Burke. Le pitch de la série se concentre sur un blackout qui a touché toute la planète, des personnes luttent pour leur survie et pour retrouver leurs proches dans un monde où toute forme d’énergie électrique a disparu. Sur le territoire des États-Unis dont le gouvernement central a disparu, la vie est dirigée par des milices armées et le risque d'une mort prochaine est imminent. La première saison est un succès et la série est renouvelée pour une seconde saison. Ensuite, la production décide de changer la case horaire de diffusion ce qui entraîne l'arrêt du show, à la fin de la deuxième saison, à la suite d'une forte érosion des audiences.
Entre-temps, fidèle à ses habitudes d'intervenir dans un seul épisode, elle apparaît dans les shows Private Practice, Rizzoli et Isles et elle joue dans une poignée d'épisodes de la saison 3 de Covert Affairs.
En 2014, elle revient avec la série médicale The Night Shift, elle incarne la psychologue de l'équipe, cette fois ci pour un arc narratif de huit épisodes de la première saison,. Elle délaisse ce rôle pour la seconde saison, à la suite d'une réorientation créative,. L'année suivante, elle joue dans la comédie d'action Paul Blart: Mall Cop 2 avec Kevin James, un succès qui décroche la seconde place du box-office au moment de sa sortie.
En 2016, elle joue la femme de Scott Speedman dans la première saison de la série dramatique Animal Kingdom et vient ensuite apparaître dans un épisode d'IZombie et renforcer les rangs du show Being Mary Jane, dans un rôle régulier,. Les années suivantes, elle poursuit sur ce rythme d'apparitions régulières. En effet, en 2017, elle intervient, notamment, dans un épisode des séries L'Arme Fatale et MacGyver. Elle est aussi supposée tenir le premier rôle d'une série dramatique développée par ABC, Las Reinas, avec John Corbett, Matthew Davis et Eric Winter, mais le projet ne dépasse finalement pas le stade de pilote.
L'année d'après, elle joue dans les séries SEAL Team, The Magicians, ainsi qu'un petit rôle régulier dans Esprits criminels.
Entre 2018 et 2019, elle obtient des rôles récurrents dans les séries The Resident, et The Fix. Dans le même temps, elle décroche un rôle dans Anderson Falls, un thriller indépendant aux côtés de Lin Shaye et Sonya Walger.
En 2019, Daniella Alonso rejoint aussi la distribution principale de Dynastie. La série est un reboot du célèbre feuilleton télévisé Dynastie, créé par Richard et Esther Shapiro, diffusé entre 1981 et 1989 sur ABC. Elle succède à l'actrice Ana Brenda Contreras, qui ne peut reprendre son rôle de Cristal Jennings à partir de la saison 3, pour raisons personnelles,,,. Lorsque la série est renouvelée pour une quatrième saison, le showrunner confirme le retour d'Alonso,,,. Elle est enceinte de son premier enfant au moment du tournage de la saison 4.

## Filmographie

### Cinéma

#### Longs métrages
- 1997 : Academy Boyz de Dennis Cooper : Lisa
- 2001 : Le Chevalier Black (Black Knight) de Gil Junger : June
- 2003 : Rhythm of the Saints de Sarah Rogacki : Rena
- 2006 : The Last Romantic de The Brothers Nee, Aaron Nee et Adam Nee : rôle inconnu
- 2006 : Au-delà des limites (All You've Got) de Neema Barnette : Rada Kincaid
- 2006 : Hood of Horror de Stacy Title : Posie
- 2007 : La Colline a des Yeux 2 (The Hills Have Eyes II) de Martin Weisz : Missy
- 2007 : Détour Mortel 2 (Wrong Turn 2: Dead End) de Joe Lynch : Amber
- 2008 : A Poor Kid's Guide to Success de Thomas Dagnino : Nicole (également assistante réalisatrice et productrice associée)
- 2009 : The Collector de Marcus Dunstan : Lisa
- 2010 : The Mulberry Tree de Mark Heller : Maria Ramirez
- 2015 : Paul Blart: Mall Cop 2 de Andy Fickman : Divina
- 2015 : Re-Kill (en) de Valeri Milev : Matthews
- 2016 : Lawless Range de Sean McGinly : Claudia Donnelly
- 2017 : Isolated Victims de Ramses Jimenez : Liliana Santana
- 2018 : Maybe I'm Fine de Elizabeth Blake-Thomas : Sage

#### Courts métrages
- 2009 : Love Song de Lucy Rodriguez : Cali
- 2009 : We Were One a Fairytale de Spike Jonze : Sofa Girl

### Télévision

#### Téléfilms
- 2011 : Metro de Stephen Gaghan : Daniela Diaz
- 2012 : Upgrade de Daniella Alonso : Santiago Twin 1 (également productrice exécutive)

#### Séries télévisées
- 2001 : New York, section criminelle (Law & Order: Criminal Intent) : Angie Suarez (saison 1, épisode 5)
- 2003 : New York, police judiciaire (Law & Order) : Maddi Donlou (saison 13, épisode 10)
- 2004 : As the World Turns : Pilar Domingo #2 (saison 49, épisode 10)
- 2004 - 2005 : Les Frères Scott (One Tree Hill) : Anna Taggaro (saison 2, 12 épisodes)
- 2006 : Les Experts : Manhattan (CSI : NY) : Jenny Rodriguez (saison 2, épisode 16)
- 2007 : Les Experts : Miami (CSI : Miami) : Alexis Dawson (saison 5, épisode 24)
- 2007 : Saving Grace : Lily Blackbird (saison 1, épisode 7)
- 2007 - 2008 : Friday Night Lights : Carlotta Alonso (saison 2, 10 épisodes)
- 2008 : Stargate Atlantis : Katana Labrea (saison 5, épisode 11)
- 2009 : FBI : Portés disparus (Without A Trace) : Dr Erica Loza (saison 7, épisode 9)
- 2009 : Knight Rider : Le Retour de K 2000 : Lynn (saison 1, épisode 13)
- 2009 : Les Experts : Las Vegas (CSI : Crime Scene Investigation) : Liz Martin / Rosa Gonzales (saison 9, épisode 13)
- 2009 : Médium : Elizabeth Torres (saison 6, épisode 5)
- 2010 : My Generation : Brenda Serrano (saison 1, 10 épisodes)
- 2011 : Mad Love : Une infirmière (saison 1, épisode 2)
- 2011 : US Marshals : Protection de témoins (In Plain Sight) : Sue Shears-Stills (saison 4, épisode 11)
- 2012 : Private Practice : Reyna Reyes (saison 5, épisode 20)
- 2012 : Rizzoli et Isles (Rizzoli & Isles) : Riley Cooper (saison 3, épisodes 8 et 10)
- 2012 : Covert Affairs : la thérapeute (saison 3, épisodes 5 et 6)
- 2012 - 2014 : Revolution : Nora Clayton (saison 1, épisodes 2 à 20)
- 2014 : The Night Shift : Dr Landry De La Cruz (saison 1, 8 épisodes)
- 2014 : Castle : Maria Sanchez (saison 7, épisode 6)
- 2015 : Major Crimes : Lori Weber (saison 4, épisode 17)
- 2015 : Being Mary Jane : Marisol Esparza (saison 3, 6 épisodes)
- 2016 : Animal Kingdom : Catherine Belen (saison 1, 10 épisodes)
- 2016 : IZombie : Alyssa Tramall (saison 2, épisode 11)
- 2017 : L'Arme Fatale : Maria Navar (saison 1, épisode 17)
- 2017 : MacGyver : Dr. Alejandra Rosa (saison 2, épisode 7)
- 2017 : Las Reinas : Detective Sonya De La Reina (pilote non retenu par ABC)
- 2018 : SEAL Team : Leigh Wheeler (saison 1, épisode 11)
- 2018 : The Magicians : le Roi des pirates (saison 3, épisode 3)
- 2018 : Esprits criminels : Lisa Douglas (saison 13, épisode 12 et saison 14, épisodes 1 et 6)
- 2018 - 2019 : The Resident  : Zoey Barlow (saison 2, 5 épisodes)
- 2019 : The Fix : Effy Collier (saison 1, 5 épisodes)
- 2019-2022: Dynastie : Cristal Jennings (saisons 3 à 5)

## Voix françaises
En France (et Belgique)
| - Catherine Desplaces dans (les séries télévisées) : - Les Frères Scott - Friday Night Lights - Stargate Atlantis - FBI : Portés disparus - Knight Rider : Le Retour de K 2000 - Médium - US Marshals : Protection de témoins - Rizzoli and Isles - Covert Affairs - Major Crimes - IZombie - Anne Tilloy dans (les séries télévisées) : - Revolution - Esprits criminels - The Fix | - Ariane Aggiage dans La Colline a des Yeux 2 - Laura Préjean dans Détour Mortel 2 - Valérie Muzzi (Belgique) pour The Collector (film, 2009) - Ethel Houbiers dans Private Practice (série télévisée) - Hélène Bizot dans The Night Shift (série télévisée) - Célia Asensio dans Castle (série télévisée) - Sylvie Ferrari dans Being Mary Jane (série télévisée) - Raphaèle Bouchard dans Animal Kingdom (série télévisée) - Elsa Davoine dans L'Arme Fatale (série télévisée) - Laurence Charpentier pour The Magicians (série télévisée) - Aurélie Konaté dans The Resident (série télévisée) - Barbara Beretta dans Dynastie (série télévisée) |

Au Québec
- Annie Girard dans :
  - Le visage de la peur 2
  - Paul Blart, flic du Mall 2

- Kim Jalabert dans Animal Kingdom (série télévisée)

## Crédits
- (en) Cet article est partiellement ou en totalité issu de l’article de Wikipédia en anglais intitulé « Daniella Alonso » (voir la liste des auteurs).